# Boerenkrijg in Haasdonk
De Boerenkrijg in Haasdonk was een lokale opstand tegen de Franse bezetting aan het einde van de achttiende eeuw. De Boerenkrijg vond plaats in meerdere Vlaamse regio’s, waaronder Haasdonk. De opstand ontstond nadat de Fransen in september 1798 een wet uitvaardigden die jonge mannen tussen twintig en vijfentwintig jaar verplichtte om dienst te nemen in het leger. De wet werd door de boerengemeenschap afgekeurd vanwege de economische crisis, de hoge belastingen en de slechte oogsten. Deze gebeurtenis was het begin van een hele reeks van Belgische onafhankelijkheidsbewegingen die gedurende de hele negentiende eeuw zouden plaatsvinden. Het verzet tegen de Franse bezetting leidde onrechtstreeks tot de onafhankelijkheid van België in 1830.

## Oktober 1798
Op 12 oktober 1798 kwam het tot een opstand in Haasdonk toen de boeren protesteerden tegen de Franse autoriteiten. Men trok met ongeveer driehonderd boeren, gewapende met schoffels en sikkels, naar het nabijgelegen Franse garnizoen. De Franse troepen bleken slagvaardiger dan hun tegenstanders, wat resulteerde in een snelle overwinning op de boerenopstandelingen. Als straf voor hun opstand tegen de bezetter werden talrijke boeren gevangengenomen en uiteindelijk geëxecuteerd als voorbeeld voor anderen die soortgelijke acties overwogen. De Belgische opstand die bekend staat als de Boerenkrijg is van groot historisch belang, omdat het de eerste keer was dat burgers in opstand kwamen tegen de Franse overheersing.
Op zondag 14 oktober wordt ook in kantonhoofdplaats Haasdonk voor de derde maal onder het luiden van de klokken, de dienstplicht afgekondigd. Daarna worden ’s nachts in verschillende parochies brieven geplakt: ‘Wie de wapens zal dragen voor de Fransen, wordt gezien als een verrader.’ De dag nadien wordt de vrijheidsboom omgehakt. In Haasdonk komen op dinsdag 16 oktober vier Franse gendarmen de rust herstellen. De huizen waarin zij logeren, worden belaagd en krijgen ’s nachts 12 of 13 ‘scheuten’ te verwerken. De volgende dag komt een dertigtal gendarmen aan. Priester Verhaeghen, die op weg is naar Temse, wordt opgeleid naar herberg De Sterre en opnieuw vrijgelaten. Er komen huiszoekingen bij verdachte brigands. Twee mannen uit Haasdonk worden naar Gent gevoerd wegens verboden wapendracht.
Jan-Baptist Tassijns, politiek commissaris van het kanton Haasdonk, plaatst zijn zoon aan het hoofd van de vrijwilligers. Op donderdag 18 oktober stroomt vroeg in de ochtend veel volk samen in Haasdonk. Dertig gendarmen krijgen versterking van een veertigtal soldaten, waaronder de Groene Jagers onder leiding van majoor Target. Brigands lossen enkele schoten op de wachten. Eén charge van de Fransen volstaat om de opstandelingen te doen wijken. Er vallen bij het treffen negen doden, waarvan acht bij naam bekend en een onbekende. Ondanks de tragische afloop had de Boerenkrijg een diepgaande invloed op het politieke bewustzijn van de bevolking. De Boerenkrijg werd een symbool van nationale trots en verzet tegen buitenlandse onderdrukking.

## Herdenkingen
Haasdonk herdenkt met trots de gebeurtenissen van de Boerenkrijg. Er werden monumenten en gedenktekens opgericht om de moed van de opstandige boeren te eren en de herinnering aan hun strijd levendig te houden. Hoewel de opstand uiteindelijk snel werd onderdrukt, inspireerde de gebeurtenissen de latere onafhankelijkheidsgedachte. In 1889 werd door de lokale gemeente Haasdonk en door pastoor Verwilghen een grote herdenking van de Boerenkrijg georganiseerd. Tijdens deze herdenking werd het romantische beeld van de Boerenkrijg in Haasdonk vormgegeven.